# Datar (Dayeuhluhur)
Datar is een bestuurslaag in het regentschap Cilacap van de provincie Midden-Java, Indonesië. Datar telt 3456 inwoners (volkstelling 2010).